# Copris maesi
Copris maesi är en skalbaggsart som beskrevs av Brett C.Ratcliffe 1998. Copris maesi ingår i släktet Copris och familjen bladhorningar. Inga underarter finns listade i Catalogue of Life.